# Joana Santos
Joana Filipa Rodrigues dos Santos  (Lisboa, 16 de Novembro de 1985) é uma atriz e modelo portuguesa.

## Biografia
Apareceu pela primeira vez na televisão numa novela da TVI, Fala-me de Amor, em 2006. Interpretou um pequeno papel como Ana Luísa Parreira, uma jovem que era violada. Em 2007 prosseguiu na TVI, desta vez na novela Ilha dos Amores onde fez o papel da malvada Anabela Santos.
Em 2008 mudou-se para a SIC integrando o elenco da série juvenil Rebelde Way, uma adaptação da homônima série argentina.
Em 2009 transferiu-se provisoriamente para a RTP, onde participou na série humorística Um Lugar Para Viver e fez uma participação especial na série policial Cidade Despida.
Em 2010 desempenha pela primeira vez um grande papel como Diana Silva, uma das maiores vilãs das novelas de origem portuguesa, em Laços de Sangue, vencedora do Emmy Internacional na categoria melhor telenovela.
Nesse ano foi considerada um talento revelação. Por isso ganhou o «Prémio Revelação TV 7 Dias» e uma nomeação para o Prémio Revelação nos Globos de Ouro, o maior evento português de entrega de prémios.
Em 2011 aparece no cinema como protagonista do filme O Que Há De Novo No Amor?. Assina também um contrato de exclusividade com a SIC e aparece na capa da revista GQ.
Em 2012 é uma das protagonistas, como Júlia Matos, do remake de Dancin' Days, um sucesso de audiência, que também contou com Soraia Chaves, Albano Jerónimo, João Ricardo, Custódia Gallego, Joana Seixas, Margarida Carpinteiro e Ricardo Carriço no elenco principal.
Em 2013 estreou-se no teatro com a peça "No Campo", de Martin Crimp, com encenação de Pedro Mexia e emprestou sua voz na versão portuguesa do videojogo Beyond: Two Souls.
Em 2014 interpreta o papel da vilã Patrícia Queiroz na novela Mar Salgado, líder de audiências da SIC, ao lado de Margarida Vila-Nova, Ricardo Pereira e José Fidalgo.
Em 2016 participa na curta-metragem "Menina" de Simão Cayatte e no filme "That Good Night" que teve filmagens no Algarve.
Em 2018 interpreta o papel de Eva Lemos na novela Vidas Opostas na SIC.
Em 2019 faz uma participação especial no primeiro episódio de Terra Brava, onde interpretou Teresa Bastos, mãe dos protagonistas. Ainda neste ano, grava a série da RTP1 Auga Seca, estreada em 2020.
Em 2021 depois ter sido mãe, Joana regressa aos ecrãs da SIC como protagonista de Amor Amor, com a personagem Linda Sousa, uma cantora popular emigrante.
Em 2022, fez uma participação especial na telenovela Lua de Mel onde interpretava Linda Sousa, personagem que já tinha interpretado em Amor Amor.
Em 2023, foi antagonista na telenovela Flor sem Tempo onde interpretava Caetana Vaz Torres.

## Vida pessoal
A 22 de julho de 2016, casou-se com o realizador Simão Cayatte, em Mafra. São pais de Ari, nascido a 12 de fevereiro de 2017 (8 anos), e de Mia, nascida a 17 de abril de 2020 (5 anos).

## Filmografia

### Televisão
| Ano         | Projeto             | Papel                             | Notas                                          | Canal |
| ----------- | ------------------- | --------------------------------- | ---------------------------------------------- | ----- |
| 2006        | Fala-me de Amor     | Ana Luísa Reis Parreira           | Elenco Principal                               | TVI   |
| 2007        | Ilha dos Amores     | Anabela Santos                    | Co-Antagonista                                 | TVI   |
| 2008 - 2009 | Rebelde Way         | Vitória «Vicky» Paz               | Antagonista                                    | SIC   |
| 2009        | Um Lugar para Viver | Marie Pereira                     | Co-Protagonista                                | RTP1  |
| 2010        | Cidade Despida      | Lia                               | Participação Especial                          | RTP1  |
| 2010 - 2011 | Laços de Sangue     | Diana Silva                       | Antagonista                                    | SIC   |
| 2012 - 2013 | Dancin' Days        | Júlia Matos                       | Protagonista                                   | SIC   |
| 2014 - 2015 | Mar Salgado         | Maria Patrícia dos Santos Queirós | Antagonista                                    | SIC   |
| 2018 - 2019 | Vidas Opostas       | Eva Lemos                         | Antagonista                                    | SIC   |
| 2019        | Terra Brava         | Teresa Montenegro Bastos          | Participação Especial                          | SIC   |
| 2020 - 2021 | Auga Seca           | Laura                             | Protagonista                                   | RTP1  |
| 2021 - 2022 | Amor Amor           | Linda Sousa Ribeiro               | Protagonista                                   | SIC   |
| 2021        | A Serra             | Linda Sousa Ribeiro               | Atriz Convidada de Amor Amor                   | SIC   |
| 2022        | Lua de Mel          | Linda Sousa Ribeiro               | Participação Especial                          | SIC   |
| 2023 - 2024 | Flor Sem Tempo      | Caetana Vaz Torres                | Antagonista                                    | SIC   |
| 2024 - 2025 | A Promessa          | Bianca Oliveira Trindade          | Participação Especial (T1) Co-Antagonista (T2) | SIC   |
| 2025        | Vitória             | Margarida Mendonça                | Co-Antagonista                                 | SIC   |

### Cinema
| Ano  | Filme                     | Papel      |
| ---- | ------------------------- | ---------- |
| 2005 | Alice                     | ---------- |
| 2010 | O Tempo de Duas Músicas   | Joana      |
| 2011 | O Que Há de Novo no Amor? | Rita       |
| 2011 | E O Tempo Passa           | Camila     |
| 2012 | Assim Assim               | Cláudia    |
| 2016 | Menina                    | Rita       |
| 2017 | That Good Night           | Joana      |

### Dobragens
| Ano  | Título            | Papel        |
| ---- | ----------------- | ------------ |
| 2013 | Beyond: Two Souls | Jodie Holmes |
| 2014 | Pinóquio          | Coco         |

### Teatro
| Ano         | Projeto                  | Papel   |
| ----------- | ------------------------ | ------- |
| 2013        | No Campo de Martin Crimp | Rebecca |
| 2013 - 2014 | A Noite                  | Cláudia |

## Prémios e nomeações
- 2011 - Nomeação Melhor Actriz Principal para os Troféus TV 7 Dias com Laços de Sangue
- 2011 - Prémio Revelação para os Troféus TV 7 Dias com Laços de Sangue
- 2011 - Nomeação Revelação 2010 para os Globos de Ouro com Laços de Sangue
- 2012 - Nomeação Melhor Actriz Principal para os Troféus TV 7 Dias com Laços de 
Sangue
- 2013 - Nomeação Melhor Actriz Principal para os Troféus TV 7 Dias com Dancin' Days
- 2013 - Nomeação Melhor Actriz Secundária para os Prémios CinEuphoria com Assim Assim